# Ambriz
Ambriz – miasto rybackie i port lotniczy w prowincji Bengo, w północno-zachodniej Angoli, nad Oceanem Atlantyckim. Ośrodek administracyjny hrabstwa o tej samej nazwie. W mieście znajdują się posterunki policji i kontroli imigrantów.
Według spisu z 2014 roku hrabstwo liczy 22 712 mieszkańców na obszarze 3700 km² (6 mieszk./km²).
W czasach kolonialnych Ambriz było jednym z najważniejszych portów handlowych niewolników w Angoli.